# Shams (förening)
Shams är en tunisisk förening som verkar för att försvara HBTQ-personers rättigheter i Tunisien. Den grundades formellt 23 januari 2015, och arbetar med såväl opinionsbildning som direkt stöd till HBTQ-personer. I januari 2016 förbjöd tunisiska myndigheter föreningen att verka, men beslutet revs upp av en domstol en månad senare.
Homosexualitet är förbjuden i Tunisien, och straffas med upp till tre års fängelse. Misstänkta homosexuella män utsätts ofta för ett kränkande "analtest", där en läkares fingrar eller något objekt förs in i analöppningen. Syftet sägs vara att undersöka om den misstänkte har haft analt samlag, men testet saknar vetenskaplig grund.
14 juni 2016 bildades en fransk systerorganisation, Shams-France, med syfte att hjälpa nordafrikanska HBTQI-personer i Frankrike. 